# Heinrich Lehmann-Willenbrock
Heinrich Lehmann-Willenbrock (ur. 11 grudnia 1911 w Bremie, zm. 18 kwietnia 1986 tamże) – dowódca niemieckich okrętów podwodnych U-8, U-5, U-96 i U-256, od marca 1942 roku, do września 1944 roku dowódca 9. Flotylli U-Bootów w Breście. 4 września 1944 roku, na pokładzie okrętu U-256, jako jego dowódca, uciekł z oblężonego Brestu do Bergen. Po wojnie kapitan jednego z czterech w historii statków towarowych o napędzie atomowym (NS „Otto Hahn”).
Znany jako „Stary” z powieści Lothara-Günthera Buchheima „Okręt” („Das Boot”), „Twierdza” („Die Festung”) oraz „Okręt II Pożegnanie” („Der Abschied”) oraz filmu „Okręt” w reżyserii Wolfganga Petersena. W rzeczywistości Lehmann-Willenbrock nazywany był „wojownikiem” (niem. Recke).
26 lutego 1941 roku otrzymał Krzyż Rycerski jako 61. w Kriegsmarine i 25. w niemieckiej flocie podwodnej, zaś 31 grudnia 1941 roku Liście Dębu jako 51. w Wehrmachcie, 10 w Kriegsmarine i 8 w U-Bootwaffe.